# Снова в чёрном
«Снова в чёрном» (англ. Back in Black) — восьмой эпизод первого сезона американского мультсериала «Великий Человек-паук».

## Сюжет
Питер Паркер простудился. На город нападает робот-дракон, и с ним справляется таинственный герой в чёрном. Он становится популярным, и все начинают фанатеть с него. Человек-паук и команда пытаются выяснить, кто это. Питер думает, что Веном вернулся, но друзья так не считают. В следующий раз когда Чёрный Человек-паук снова побеждает дракона, Паркер пытается с ним поговорить, но диалог не клеится. Человек-паук гонится за парнем в чёрном, но тот унижает его на глазах у толпы. Доктор Осьминог показывает Норману Озборну сходство героя с Веномом, и босс приказывает учёному выяснить его личность. На следующий день Нова потешается над Питером в школе из-за его позора, а затем Гарри ведёт его в туалет. Там он показывает другу, что является этим самым героем. Питер беспокоится, что Гарри соединился с Веномом, а также говорит ему про силу и ответственность героя, но Озборн вспоминает слова отца про силу и соответствующие благи. Гарри агрессивно говорит, что в порядке и уходит.
Норман беседует с Октавиусом по телефону и говорит, что скоро приедет. Гарри пытается сообщить ему новость, что является супергероем, но Озборн-старший игнорирует сына. Ночью Человек-паук снова натыкается на робота-дракона, и того побеждает Гарри. Однако он начинает сеять хаос и борется с Пауком. Постепенно он становится более мускулистым и огромным. Гарри отправляется на совещание отца и нападает на него. Паркер гонит Венома из офиса, и финальная стычка происходит на крыше. Паук ударяет Венома большой балкой, и тот проламывает телеэкран «Daily Bugle». Из-за взрыва техники происходит электрический разряд, и Гарри теряет форму Венома. Он говорит, что не смог контролировать чудовище, уничтожает часы, которые активировали слияние с ним, и благодарит Человека-паука за помощь. Питер думает раскрыть другу свою личность, однако вспоминает о последствиях, которые могут быть, и не решается, а затем улетает. Док Ок наблюдал видеозапись и увидел Озборна-младшего. Когда Норман приходит к нему, учёный не раскрывает начальнику правду о сыне. Питер рассказывает о случившемся Нику Фьюри, но директор «Щ.И.Т.а» подозревает, что Паркер знает личность злодея. Паук заверяет шефа, что с Веномом они больше не столкнутся, но пока Гарри спит, симбионт вылезает из его уха, означая, что часть его осталась в Гарри. Выздоровевший Питер приходит к команде и видит, что всех заразил. Они злятся и бросаются на него.

## Отзывы
Дэвид Симс из The A.V. Club поставил эпизоду оценку «B+» и написал, что ему «нравится поворот», в котором Гарри Озборн становится Веномом, а не Эдди Брок. Критик отметил, что «постоянное чихание Паучка было использовано в первую очередь для шуток, а во вторую — для пафоса». Рецензент посчитал, что «последовательности боёв в мультсериале всё ещё слишком безумны, но одну часть битвы с Веномом, выполненную в ярком жёлто-чёрном цвете с гораздо более очевидным стилем комиксов, было очень интересно смотреть».
Сайт CBR поставил серию на 4 место в топе лучших эпизодов 1 сезона мультсериала по версии IMDb.